# Trogus fulvipes
Trogus fulvipes là một loài tò vò trong họ Ichneumonidae.